# Walter Wagner (Mediziner)
Walter Wagner (* 2. März 1951 in Bayreuth) ist ein deutscher Arzt und Boxsportfunktionär.

## Leben
Wagner, dessen Vater Viktor Bürgermeister von Betzenstein war, schloss seine Schulbildung mit dem Abitur am Gymnasium Pegnitz ab. Er studierte Medizin an der Friedrich-Alexander-Universität Erlangen-Nürnberg und erlangte 1976 den Doktorgrad. Er wurde dann zunächst am Krankenhaus Pegnitz als Assistenzarzt tätig, ehe er in Erlangen eine sechsjährige Facharzt-Ausbildung begann. Er wurde Facharzt für Chirurgie und spezielle Unfallchirurgie, Gefäßchirurgie, Physikalische Therapie, Notfallmedizin und Sportmedizin.
Ab 1994 war Wagner Chefarzt der Unfall- und Wiederherstellungschirurgie am Klinikum Bayreuth. Er schloss seine Habilitation ab und wurde 1995 zum außerplanmäßigen Professor ernannt. Jahrelang war er darüber hinaus als Chefarzt des Rettungshubschraubers Christoph 20 im Einsatz.
Er blieb bis Ende 2016 als Chefarzt der Unfall- und Wiederherstellungschirurgie am Klinikum Bayreuth im Amt und wechselte 2017 an das Bayreuther MedCenter. Im Februar 2018 wurde Wagner zudem leitender Arzt der Klinik für Chirurgie am Krankenhaus Kemnath.
Ab 1980 war Wagner, der als Jugendlicher selbst boxte, Verbandsarzt des Bundes Deutscher Berufsboxer (BDB). 1983 wurde er unter dem Vorsitzenden Theo Wittenbrink Vizepräsident des BDB. Später hatte er eine zweite Amtszeit inne und war jahrzehntelang bei zahlreichen Profiboxkämpfen als Ringarzt im Einsatz. Des Weiteren war er Mannschaftsarzt der Mannschaft des 1. FC Nürnberg. Ab 2006 war er zudem Chefmediziner beim Faustkämpferverband Austria.
Als Mitglied der CSU saß Wagner ab 2014 im Bayreuther Stadtrat. Er war Mitglied des Sportkuratoriums der Stadt Bayreuth sowie Aufsichtsrat der SpVgg Bayreuth und der Klinikum Bayreuth GmbH.